# Medal Wybitnego Zachowania
Medal Wybitnego Zachowania (ang. Distinguished Conduct Medal, skr. D.C.M. lub DCM) – drugie w hierarchii ważności (po Krzyżu Wiktorii) odznaczenie wojskowe, przyznawane za odwagę na polu walki podoficerom i szeregowym armii brytyjskiej, a od 1942 roku także członkom Royal Air Force i Royal Navy oraz służącym w siłach zbrojnych Wspólnoty Brytyjskiej (później Wspólnoty Narodów).
Odznaczenie zostało ustanowione w 1854 roku podczas wojny krymskiej, jako wyróżnienie dla żołnierzy i podoficerów; jego odpowiednikiem był Medal Dzielności Znamienitej nadawany za służbę na morzu i w powietrzu. Ustanowiony później Order Wybitnej Służby (DSO) przeznaczony był wyłącznie dla oficerów. W roku 1993 zaprzestano nadawania DCM, a po zniesieniu także DSO, Medal Wybitnej Służby (DSM) i Medal Dzielności Znamienitej (CGM), zastąpiono je jednym, niezależnym od stopnia wojskowego odznaczeniem Krzyż Dzielności Znamienitej (CGC).
Kolejne nadania DCM oznaczano umieszczając poziomo na wstążce srebrne okucia (ang. bars).
W terminologii brytyjskiej:
- Distinguished Conduct Medal  nadany dwukrotnie, to DCM and Bar.

Baretki dekoruje się srebrnymi rozetkami w kształcie róży heraldycznej.
Otrzymanie medalu uprawniało do post-nominal letters, w postaci dopisywanego po nazwisku skrótu DCM.

## Odznaczeni
13 takich medali otrzymali Polacy za zasługi podczas II wojny światowej.